# ثيودور كيب
ثيودور كيب (بالألمانية: Theodor Kipp)‏ هو محامي ومحامي وأستاذ جامعي ألماني، ولد في 1862 في إرلنغن في ألمانيا، وتوفي في 24 يوليو 1931 في Ospedaletti ‏ في إيطاليا.